# Ludo Gelders
Ludo Francis Lambert Gelders (Hasselt, 3 november 1943 - Sint-Truiden, 28 juli 2023) was een gewoon hoogleraar emeritus technische bedrijfsvoering en industrieel beleid van de KU Leuven.
Gelders was burgerlijk ingenieur industrieel beleid sinds 1967 en doctoreerde in 1973 aan de KU Leuven. Zijn onderzoeksexpertise betrof productiebeleid en logistiek, engineering economy, productiviteit en performantieanalyse, business process reengineering, total quality management en bedrijfsorganisatie. In het academiejaar 1992-1993 was hij titularis van de Franqui-leerstoel met als thema Economische relevantie van kwantitatieve methodes in het bedrijfsbeheer.
Hij was diensthoofd van de divisie Industrieel Beleid van Leuven Research & Development en van de onderzoekseenheid operationeel beheer aan het departement Werktuigkunde aan de KU Leuven. Hij zetelde als ondervoorzitter in de raad van bestuur van de Universiteit Hasselt.
Gelders werd als lid van de Koninklijke Vlaamse Academie van België voor Wetenschappen en Kunsten verkozen tot voorzitter voor de periode 2013-2014. Door gezondheidsomstandigheden was zijn voorganger Pierre Jacobs niet meer in de mogelijkheid zijn mandaat te voltooien, en nam Gelders het voorzitterschap op op 25 april 2012 voor de periode tot 31 december 2014. Begin 2015 werd hij opgevolgd door Willem Elias. Hij is eveneens erelid van de European Academy for Industrial Management.
Gelders werd in 2012 geridderd tot Grootofficier in de Leopoldsorde met ranginneming op 8 april 2011.